# 2026年路易斯安那州联邦参议员选举
2026年路易斯安那州美国参议院选举将于2026年11月3日举行，目的是选出一名代表路易斯安那州的联邦参议员。现任共和党参议员比尔·卡西迪在2020年再次当选，目前正在竞选第三个任期。卡西迪公开反对唐纳德·特朗普总统，这使他在初选中面临挑战。
在2024年第17号众议院法案颁布后，路易斯安那州将在3月份首次采用政党初选，而非采用自2010年以来一直采用的无党派初选。

## 背景

### 选举制度变更
在2024年1月，州长杰夫·兰德里签署了由州众议院朱莉·埃默森提出的第17号法案，该法案取消了路易斯安那州的前两名初选制度，改为在国会、初等和中等教育委员会、公共服务委员会和最高法院的选举中采用党派初选。无党派选民可以参加初选，但其他政党的成员，包括路易斯安那独立党则不能参加。该法案还规定，如果在各自的初选中没有候选人获得多数票，则将进行决选。该法律将于2026年选举开始生效，这将是路易斯安那州自2010年以来首次采用这种系统选举美国参议员，而前两名初选制度于1978年首次在国会选举中实施。

### 卡西迪面临的初选挑战
自2015年以来担任该职位的参议员比尔·卡西迪因直言不讳地批评唐纳德·特朗普总统而在共和党内声名狼藉。他谴责冲击美国国会大厦的行为，并指责参与者煽动叛乱，同时投票批准2020年总统大选的结果，而特朗普及其支持者试图推翻该结果。卡西迪是七名在特朗普第二次弹劾审判中投票判定特朗普煽动叛乱罪的参议院共和党人之一，因此遭到了路易斯安那州共和党的公开谴责。此外在特朗普2024年总统竞选期间，卡西迪多次公开声明谴责其候选资格并呼吁他退出，特别是针对特朗普的四项刑事起诉。
卡西迪公开反对特朗普总统及其政策，这使得政治分析人士认为他在初选中可能会面临来自党内右翼的挑战。早期猜测的潜在候选人包括克莱·希金斯，他是一名国会议员和执法人员，因其极右翼立场和对特朗普的支持而受到共和党人的青睐。